# 安部組
安部組（あべぐみ）は、福岡県古賀市中央3丁目14-33
に本部を置く暴力団で、指定暴力団・神戸山口組の二次団体。

## 略歴

### 二代目
- 2015年10月、四代目山健組舎弟二代目安部組組長元満志郎は、神戸山口組幹事に就任した。

## 歴代
- 初代 - 安部重徳

## 当代
- 二代目 - 元満志郎（神戸山口組幹事・四代目山健組舎弟→神戸山口組組織委員長）